# イエローケーキ
イエローケーキ(Yellowcake)は、ウラン鉱石精製の過程の濾過液から得られるウラン含量の高い粉末である。鉱石の種類により様々な製法が用いられるが、通常は鉱石を粉末状にし、化学処理して刺激臭を持つ粗粉末を作る。これは水に不溶で約80%の酸化ウランを含み、約2880℃で融解する。

## 概要
鉱石は破砕機でパルプ状に粉砕され、その後さらに濃酸、アルカリまたは過酸化物溶液で処理される。これを乾燥、濾過した後に残ったものがイエローケーキである。近年の機器で作ったイエローケーキは実際には茶色か黒色で、黄色ではない。この名前は、初期の採鉱法によるものの色から名付けられた。
当初、イエローケーキを構成する物質については同定されておらず、1970年にはアメリカ鉱山局は、重ウラン酸アンモニウムまたは重ウラン酸ナトリウムから構成されていると考えていた。組成は、浸出物及びその後の沈殿条件によって異なる。イエローケーキ中に同定された物質には、水酸化ウラニル、硫酸ウラニル、ウラン酸ナトリウム、過酸化ウラニルや様々な酸化ウランである。近年のイエローケーキは、通常重量比で70-90%の八酸化三ウランを含む。他の酸化物には、二酸化ウラン、三酸化ウランがある。
ウランが採鉱される全ての国でイエローケーキが作られている。

### その後の処理
イエローケーキは、原子炉用のウラン燃料を作るのに用いられる。加圧重水炉の燃料棒には純粋な二酸化ウラン、重水炉のその他のシステムには天然ウランが用いられる。この純粋なウランで、同位体ウラン235の濃縮ウランを作ることもできる。この過程で、酸化ウランはフッ素と結合され、六フッ化ウランガスが作られる。次に、ガス拡散法またはガス遠心分離法により同位体分離が行われる。これにより、大部分の民生用原子炉での利用に適した、ウラン235の含量が20%以下の低濃縮ウランを作ることができる。さらに処理を行うことで、軍艦や潜水艦の動力となる小型原子炉での利用に適した20%以上のウラン235を含む高濃縮ウランを作ることができる。ここからさらに処理を行うことで、核兵器に用いられるレベルの90%以上のウラン235を含むウランが作られる。

## 放射性と安全性
イエローケーキ中のウランは、99%以上がウラン238であり、放射性は非常に低い。ウラン238は、40億年以上と非常に長い半減期を持つため、放射線を放出する速度が非常に遅い。この段階は、より放射性の強いウラン235が濃縮される前であり、そのため、この段階のウランは同位体比が天然と変わらず、天然と同じ放射性を持つ。放射性半減期が長いにもかかわらず、生物学的半減期は短い。イエローケーキは、天然のカリウム含有鉱物やコールマンランタンに用いられる酸化トリウムのガスマントルと同程度に無害である。
イエローケーキの危険性は、核兵器作成能力を持つが核分裂材料を持たず核兵器作成の意思がある国による取得と関連する。これの最も有名な例は、ニジェール疑惑である。